# Dinh Độc Lập
Dinh Độc Lập là một tòa dinh thự tại Thành phố Hồ Chí Minh, từng là nơi ở và làm việc của Tổng thống Việt Nam Cộng hòa trước Sự kiện 30 tháng 4 năm 1975. Hiện nay, Dinh Độc Lập đã được Chính phủ Việt Nam xếp hạng là di tích quốc gia đặc biệt. Cơ quan quản lý di tích văn hóa Dinh Độc Lập có tên là Hội trường Thống Nhất thuộc Văn phòng Chính phủ.

## Lịch sử

### Thời Việt Nam Cộng hòa
Dinh Độc Lập được Tổng thống Ngô Đình Diệm cho khởi công xây dựng ngày 1 tháng 7 năm 1962, sau khi dinh cũ (Dinh Norodom) từ thời Pháp thuộc bị hư hại do vụ đánh bom của hai phi công. Dinh được xây theo bản thiết kế của kiến trúc sư Ngô Viết Thụ, người Việt Nam đầu tiên đạt giải Khôi nguyên La Mã.

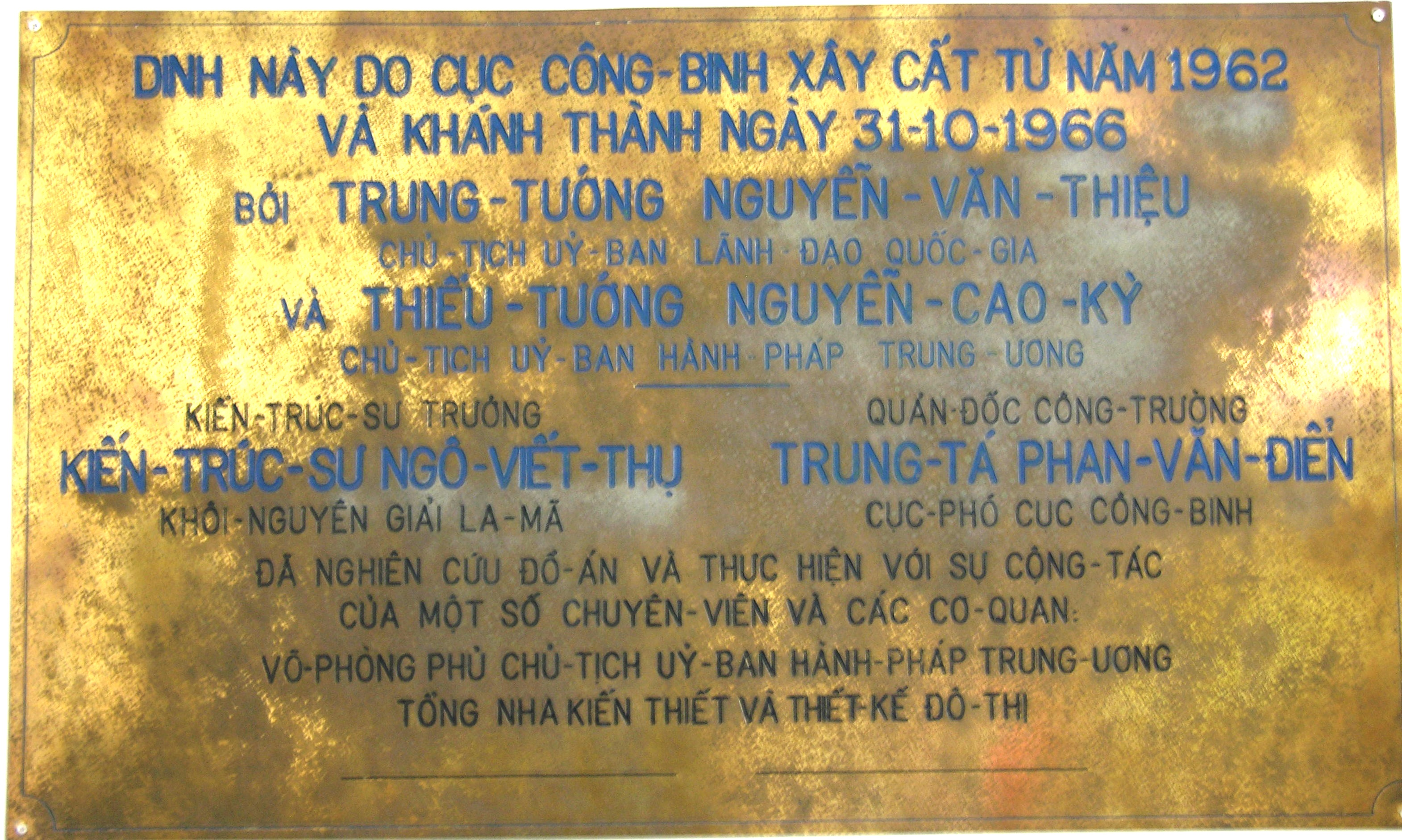
Bia kỷ niệm ngày khánh thành Dinh Độc Lập

Trong thời gian xây dựng, gia đình Tổng thống Ngô Đình Diệm tạm thời chuyển sang sống tại Dinh Gia Long. Công trình đang xây dựng dở dang thì Ngô Đình Diệm bị phe đảo chính ám sát ngày 2 tháng 11 năm 1963. Do vậy, ngày khánh thành dinh, 31 tháng 10 năm 1966, người chủ tọa buổi lễ là Nguyễn Văn Thiệu, Chủ tịch Ủy ban Lãnh đạo Quốc gia. Từ ngày này, Dinh Độc Lập mới xây dựng trở thành nơi ở và làm việc của tổng thống Việt Nam Cộng hòa. Tổng thống Nguyễn Văn Thiệu sống ở dinh này từ tháng 10 năm 1967 đến ngày 21 tháng 4 năm 1975.
Ngày 8 tháng 4 năm 1975, chiếc máy bay F-5E do phi công Nguyễn Thành Trung lái, xuất phát từ Biên Hòa, đã ném bom Dinh nhằm mục đích ám sát Tổng thống Nguyễn Văn Thiệu, gây hư hại không đáng kể. 
Lúc 10 giờ 45 phút ngày 30 tháng 4 năm 1975, xe tăng T54B mang số hiệu 843 của Quân Giải phóng miền Nam Việt Nam dưới quyền chỉ huy của Trung úy Bùi Quang Thận đã húc nghiêng cổng phụ của Dinh Độc Lập, tiếp đó xe tăng T-59 mang số hiệu 390 do Vũ Đăng Toàn chỉ huy đã húc tung cổng chính tiến thẳng vào dinh. Lúc 11 giờ 30 phút cùng ngày, Trung úy Quân Giải phóng Bùi Quang Thận, đại đội trưởng, chỉ huy xe 843, đã hạ quốc kỳ Việt Nam Cộng hòa trên nóc dinh xuống, kéo lá cờ Mặt trận Dân tộc Giải phóng miền Nam Việt Nam lên, kết thúc 20 năm cuộc chiến tranh Việt Nam

### Sau năm 1975
Sau hội nghị hiệp thương chính trị thống nhất hai miền Nam Bắc thành một đất nước Việt Nam thống nhất diễn ra tại dinh Độc Lập vào tháng 11 năm 1975. Cơ quan hiện quản lý di tích văn hóa Dinh Độc Lập có tên là Hội trường Thống Nhất thuộc Cục Hành chính Quản trị II - Văn phòng Chính phủ.

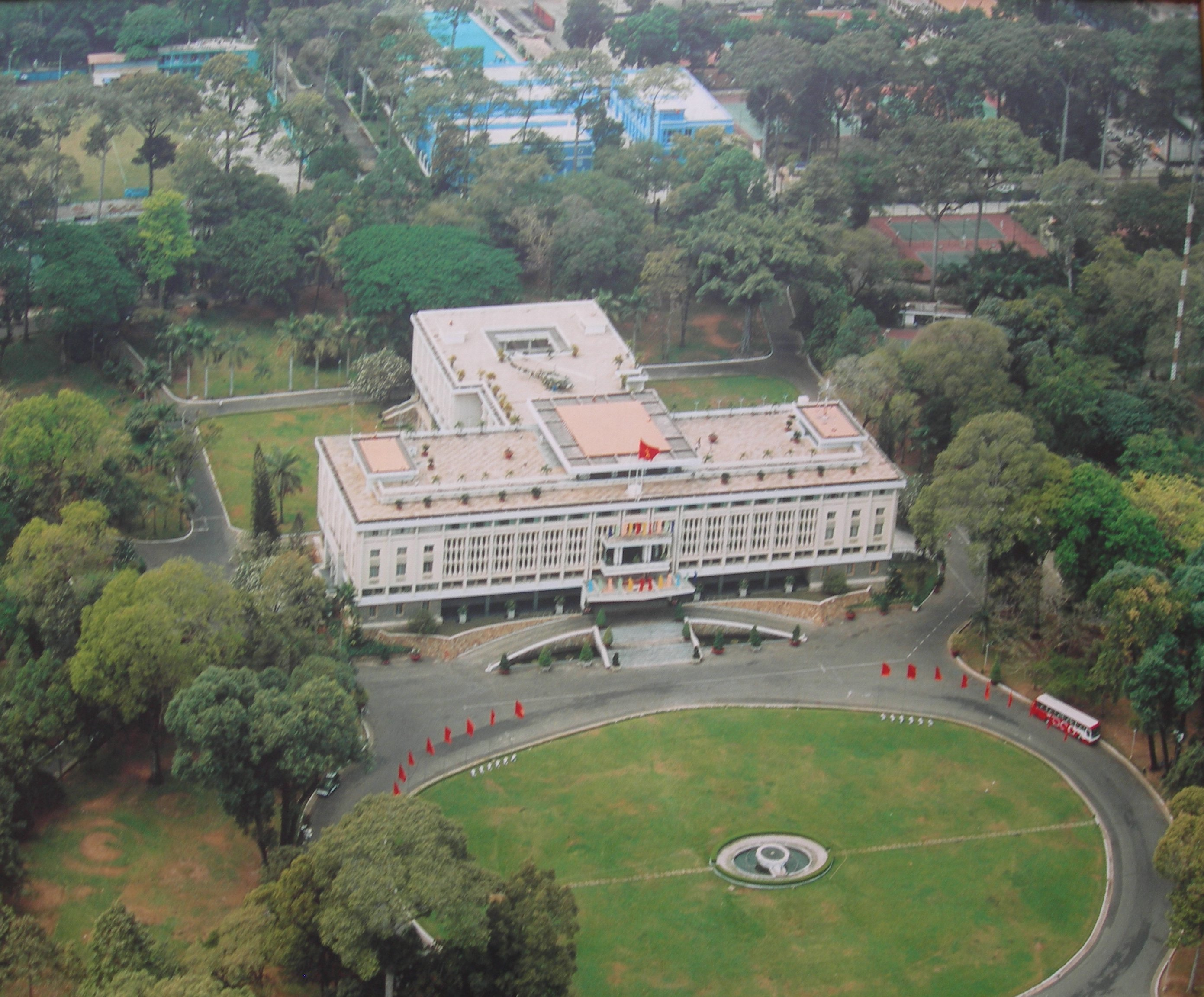
Dinh Độc Lập ngày nay

Đây là di tích lịch sử văn hoá nổi tiếng được đông đảo du khách trong nước và nước ngoài đến tham quan. Nơi này được công nhận là Di tích lịch sử văn hóa quốc gia tại Quyết định số 77A/VHQĐ ngày 25/6/1976 của Bộ trưởng Bộ Văn hóa (Bộ Văn hóa, Thể thao và Du lịch ngày nay). Thủ tướng Chính phủ nước Cộng hòa xã hội chủ nghĩa Việt Nam đã ký Quyết định số 1272/QĐ-TTg xếp hạng Di tích lịch sử Dinh Độc Lập là một trong 10 di tích quốc gia đặc biệt đầu tiên của Việt Nam vào ngày 12 tháng 8 năm 2009.
Ngày nay, Dinh Độc Lập trở thành một trong những địa điểm du lịch không thể thiếu của mỗi người dân khi tới Thành phố Hồ Chí Minh. Không chỉ có ý nghĩa về lịch sử mà Dinh Độc Lập còn thể hiện nét kiến trúc tiêu biểu của Việt Nam thời kì những thập niên 60. Ngoài ra, Dinh Độc Lập thường là nơi diễn ra các sự kiện lớn tổ chức tại thành phố, các buổi tiếp khách của Đảng, Nhà nước tại TPHCM cũng như chính quyền thành phố. Đồng thời là nơi tổ chức quốc tang cho các lãnh đạo Đảng, Nhà nước ở TPHCM và là điểm dừng cuối cùng của giải đua Cúp Truyền Hình HTV hàng năm.

## Đặc điểm

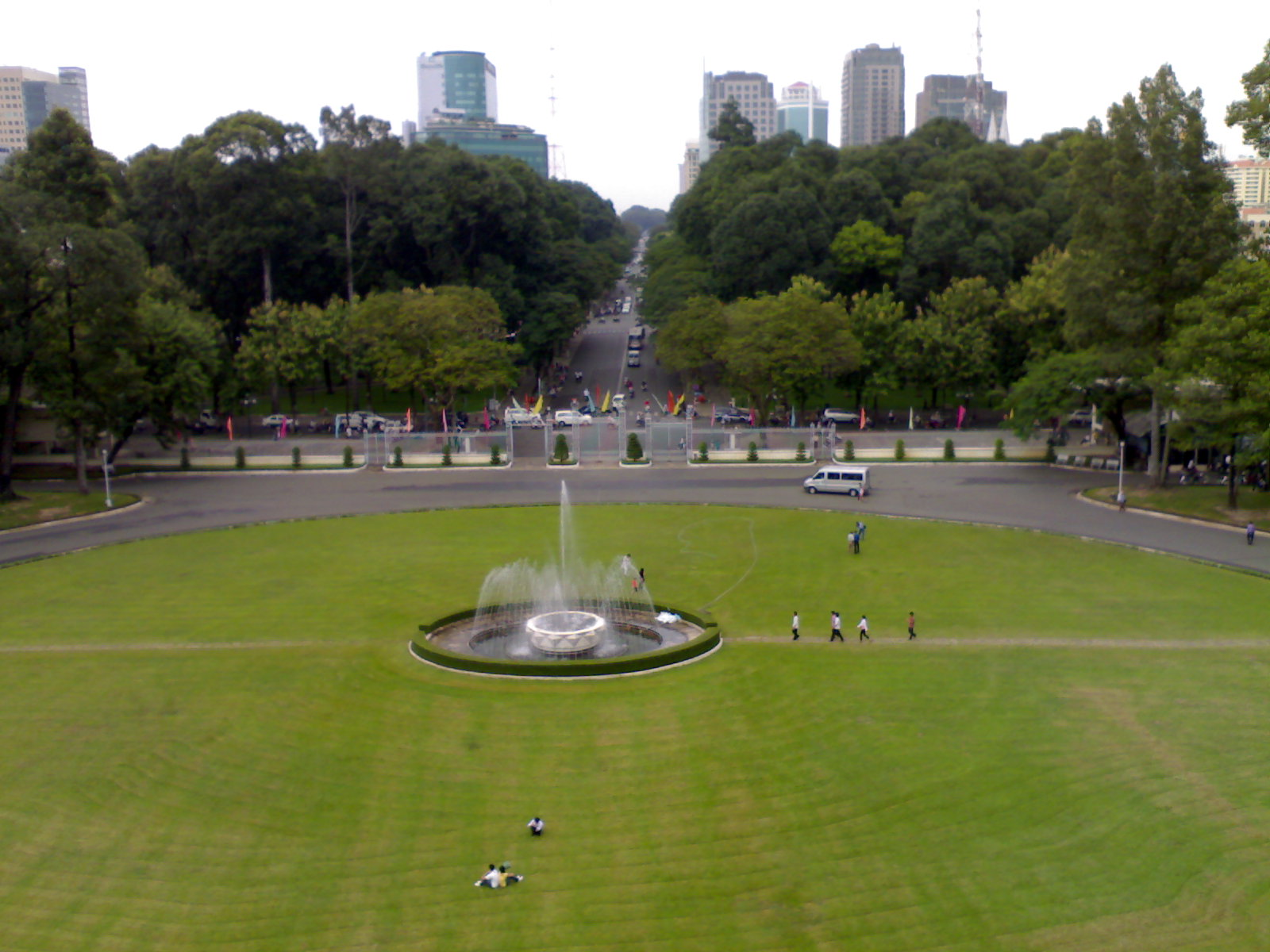
Khuôn viên dinh nhìn từ lầu 4

Dinh được kiến trúc sư Ngô Viết Thụ thiết kế xây dựng trên diện tích 4.500 m², diện tích sử dụng 20.000 m², gồm 3 tầng chính, 2 gác lửng, tầng nền, 2 tầng hầm và 1 sân thượng cho máy bay trực thăng đáp xuống. Hơn 100 căn phòng của Dinh được trang trí theo phong cách khác nhau tùy theo mục đích sử dụng bao gồm các phòng khánh tiết, phòng họp hội đồng nội các, phòng làm việc của Tổng thống và của Phó Tổng thống, phòng trình ủy nhiệm thư, phòng đại yến,... chưa kể các phần khác như hồ sen bán nguyệt hai bên thềm đi vào chánh điện, bao lơn, hành lang...
Dinh cao 26m, tọa lạc trong khuôn viên rộng 12 ha rợp bóng cây. Bên ngoài hàng rào phía trước và phía sau Dinh là 2 công viên cây xanh. Giữa những năm 1960, đây là công trình có quy mô lớn nhất miền Nam và có chi phí xây dựng cao nhất (150.000 lượng vàng). Các hệ thống phụ trợ bên trong Dinh hiện đại: điều hòa không khí, phòng chống cháy, thông tin liên lạc, nhà kho. Tầng hầm chịu được oanh kích của bom lớn và pháo. Mặt tiền của Dinh được trang trí cách điệu các đốt mành trúc phỏng theo phong cách các bức mành tại các ngôi nhà Việt và họa tiết các ngôi chùa cổ tại Việt Nam. Các phòng của Dinh được trang trí nhiều tác phẩm sơn hà cẩm tú, tranh sơn mài, tranh sơn dầu.

## Tên gọi
Tên chính thức của công trình này cho đến hiện nay vẫn là Dinh Độc Lập nhưng vẫn có một số cách gọi nhầm lẫn giữa Dinh Độc Lập, Hội trường Thống Nhất và Dinh Thống Nhất.
- Dinh Độc Lập là tên của một dinh thự (một tòa nhà) được chính quyền Việt Nam Cộng hòa xây dựng từ trước năm 1975 với mục đích làm nơi ở và làm việc của Tổng thống (Phủ Tổng thống) trên nền Dinh Norodom (Phủ Toàn Quyền) cũ. Trong đại chúng thời Việt Nam Cộng hòa, Dinh này cũng còn được gọi là Dinh Tổng thống hoặc Phủ đầu rồng.
- Hội trường Thống Nhất là tên của cơ quan (tổ chức) quản lý Dinh Độc Lập ngày nay, được thành lập theo Quyết định số 709/QĐ-VPCP ngày 14 tháng 6 năm 2013 của Bộ trưởng chủ nhiệm Văn phòng Chính phủ nước Cộng Hòa Xã Hội Chủ nghĩa Việt Nam.
- Dinh Thống Nhất là một cách gọi sai, vì nhầm lẫn giữa hai thực thể: Dinh Độc Lập (tòa nhà) và Hội trường Thống Nhất (cơ quan quản lý tòa nhà đó). Có thể vì người ta cho rằng sau năm 1975, Dinh Độc Lập đã đổi sang tên mới là Dinh Thống Nhất, nhưng thực tế không tồn tại một văn bản chính thức nào của các cơ quan quản lý có thẩm quyền về việc đổi tên này.

## Một số hình ảnh

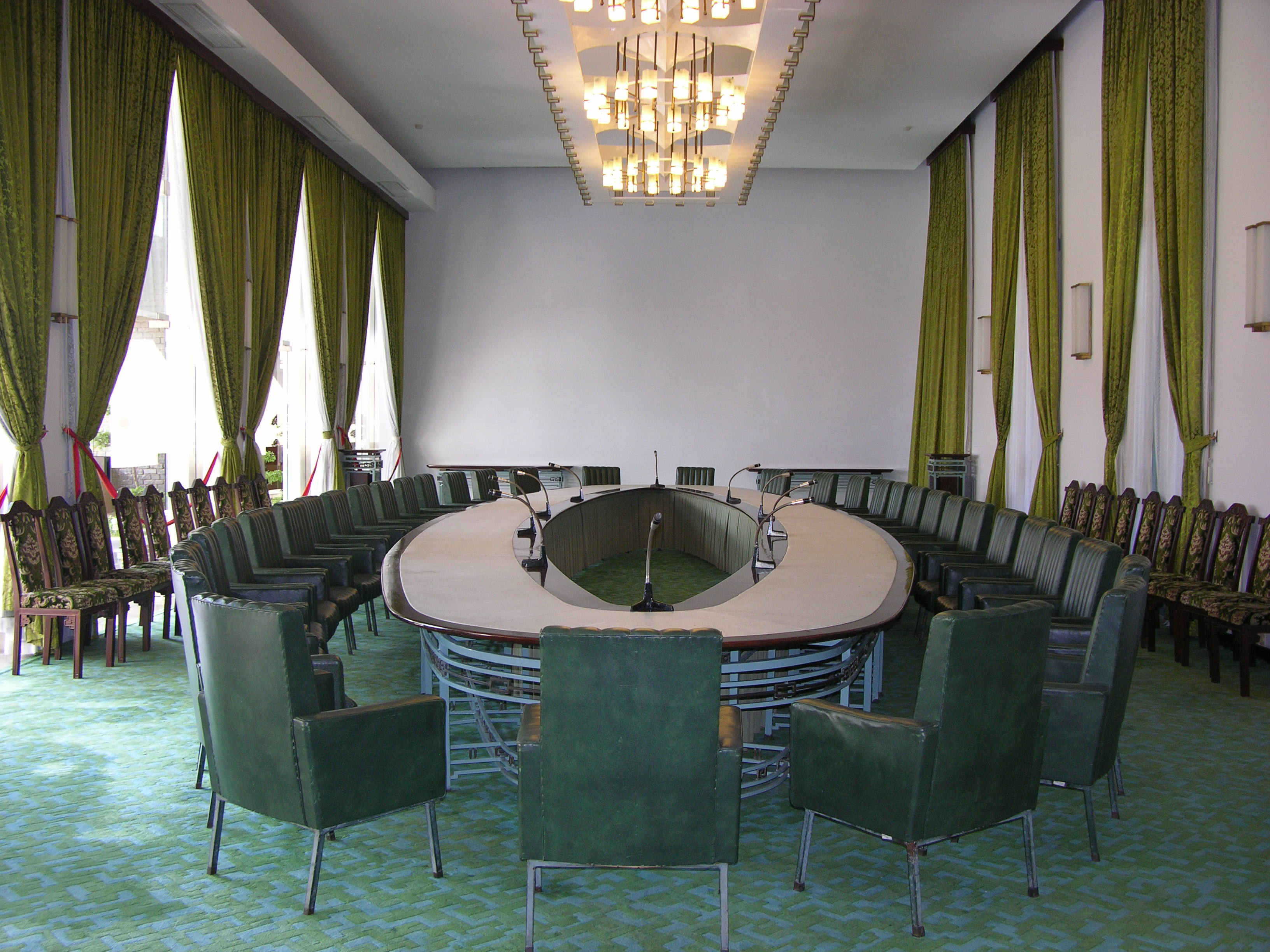
Phòng họp Nội các ở lầu 1.
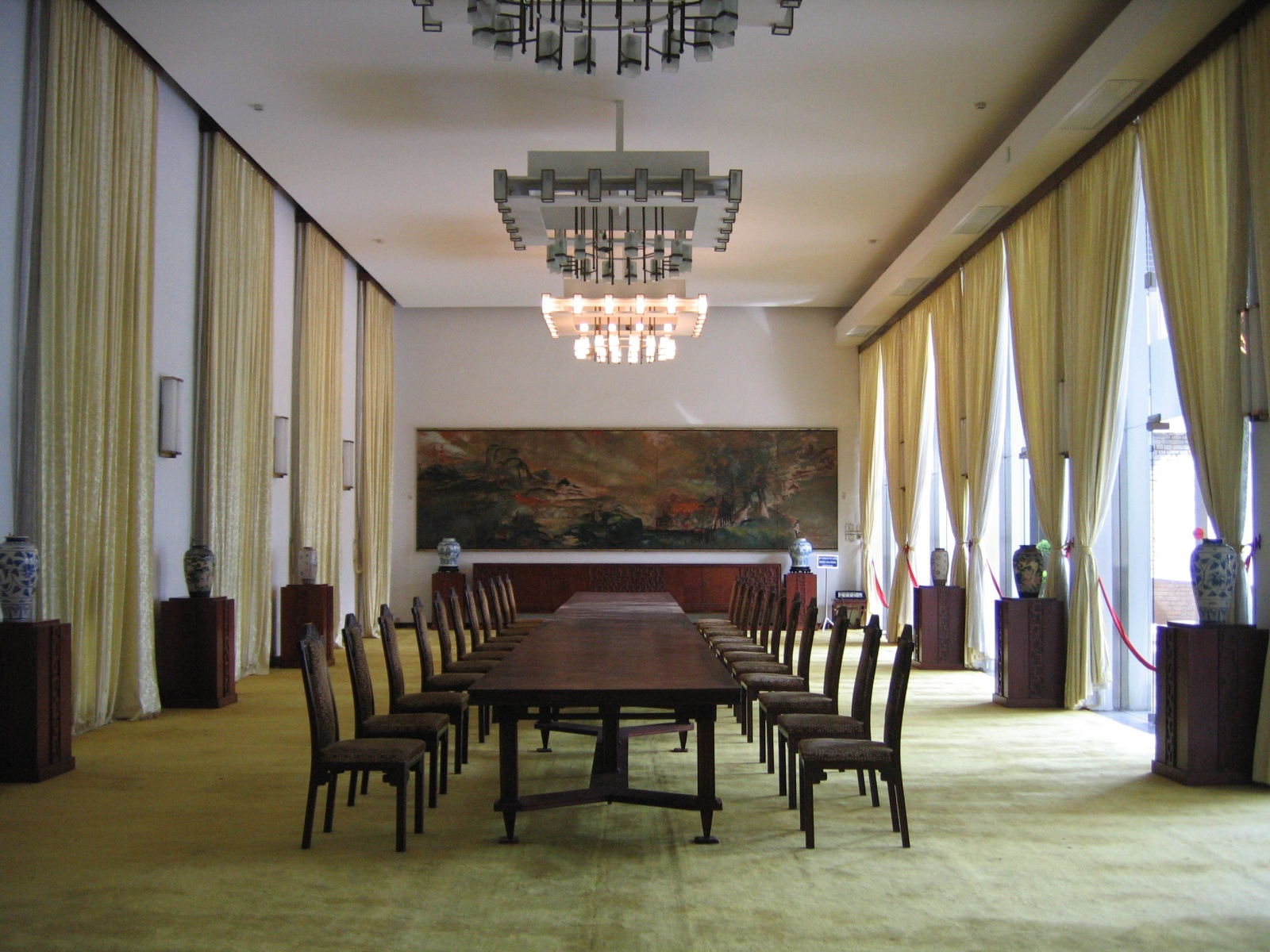
Phòng đại yến ở lầu 1.
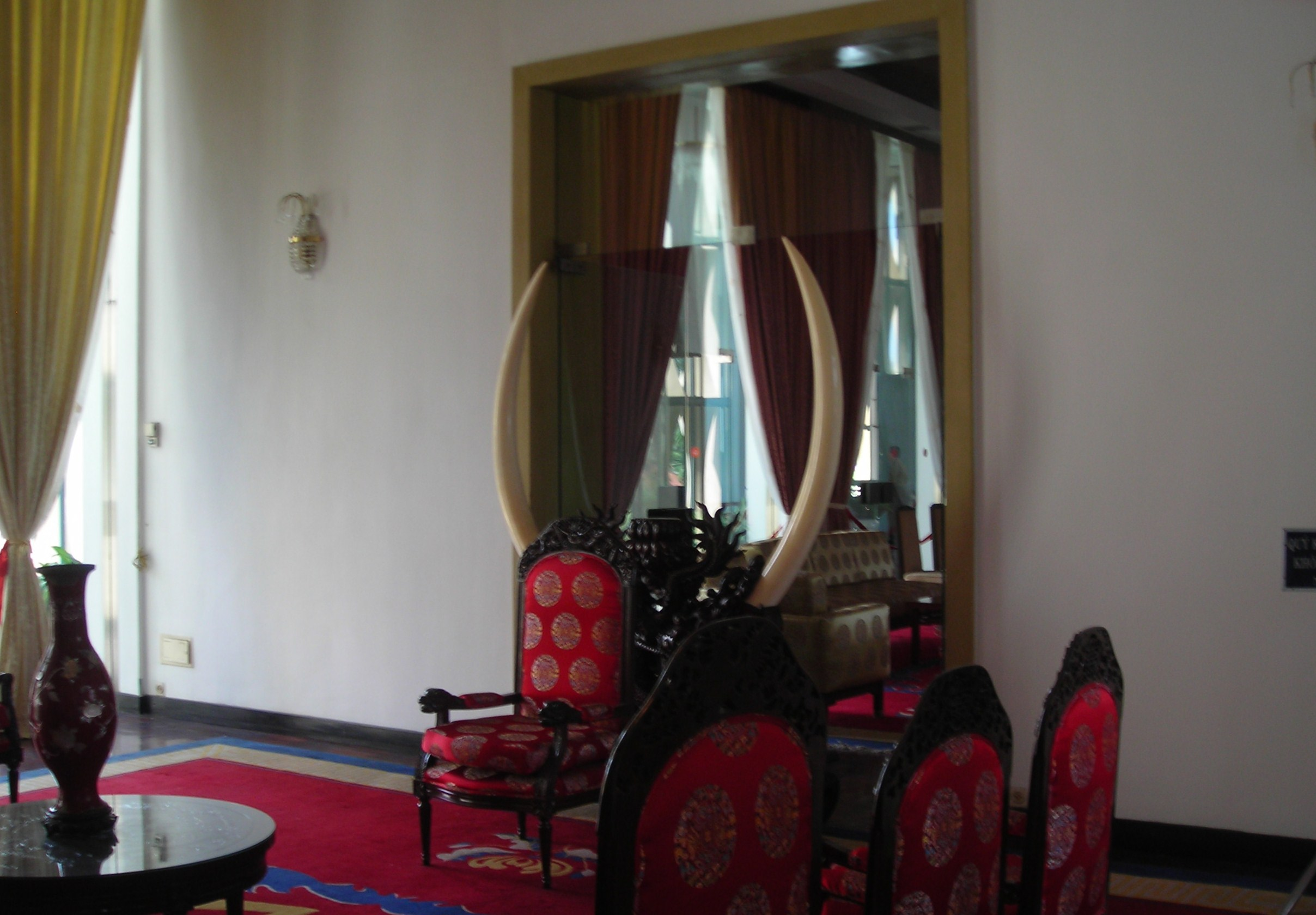
Phòng tiếp khách của Tổng thống ở lầu 2.
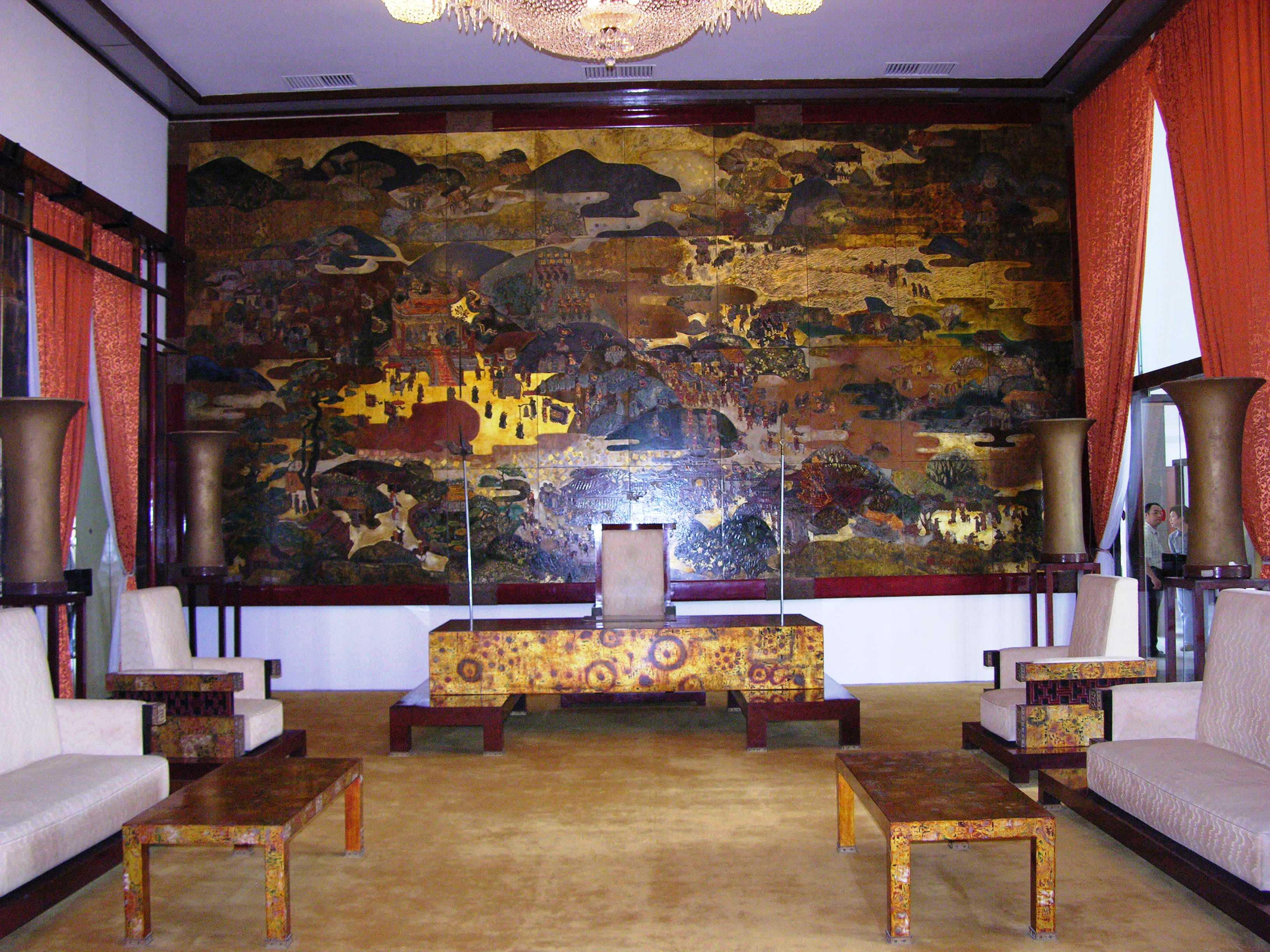
Phòng trình Quốc thư ở lầu 2
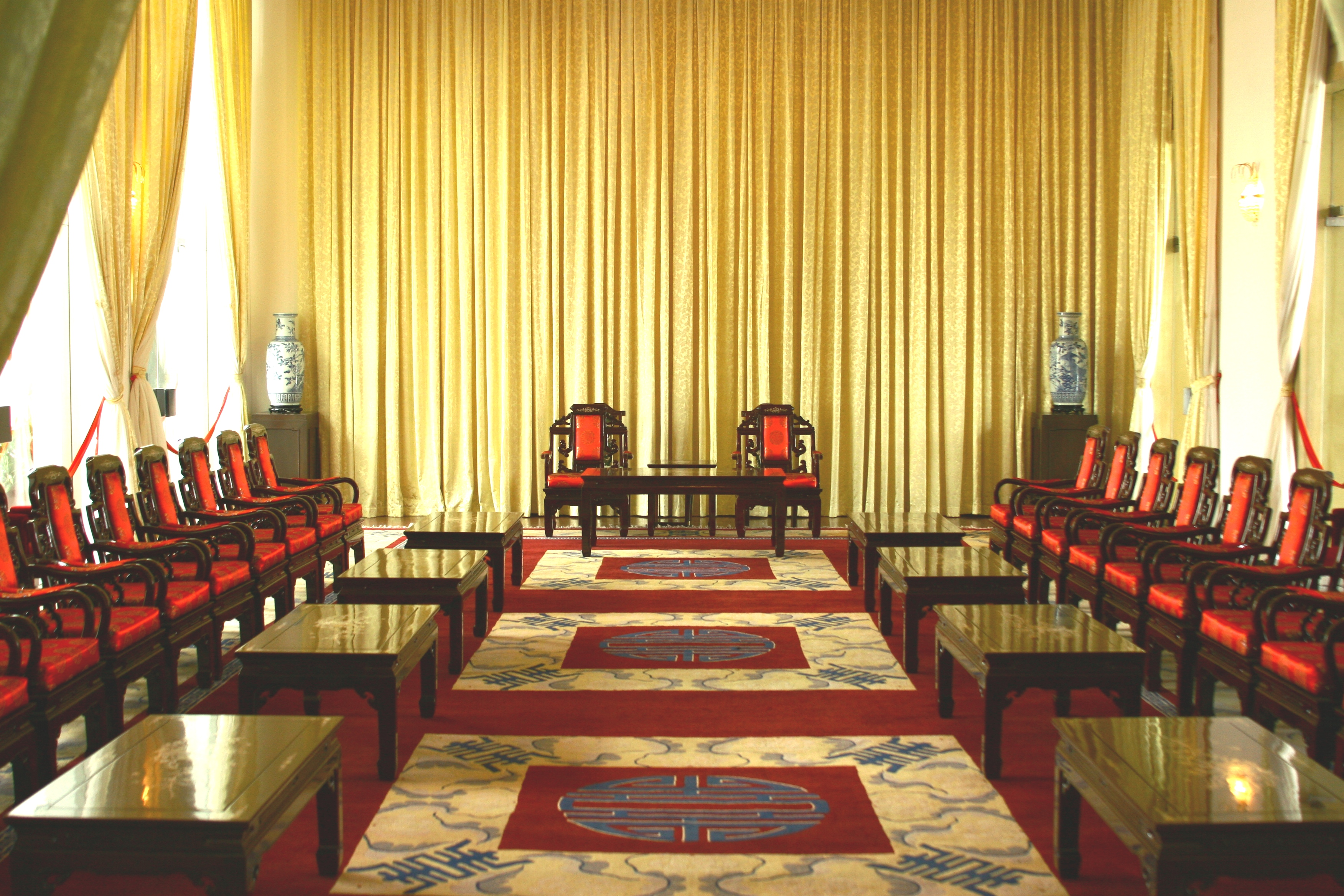
Phòng tiếp khách của Phó Tổng thống ở lầu 2.
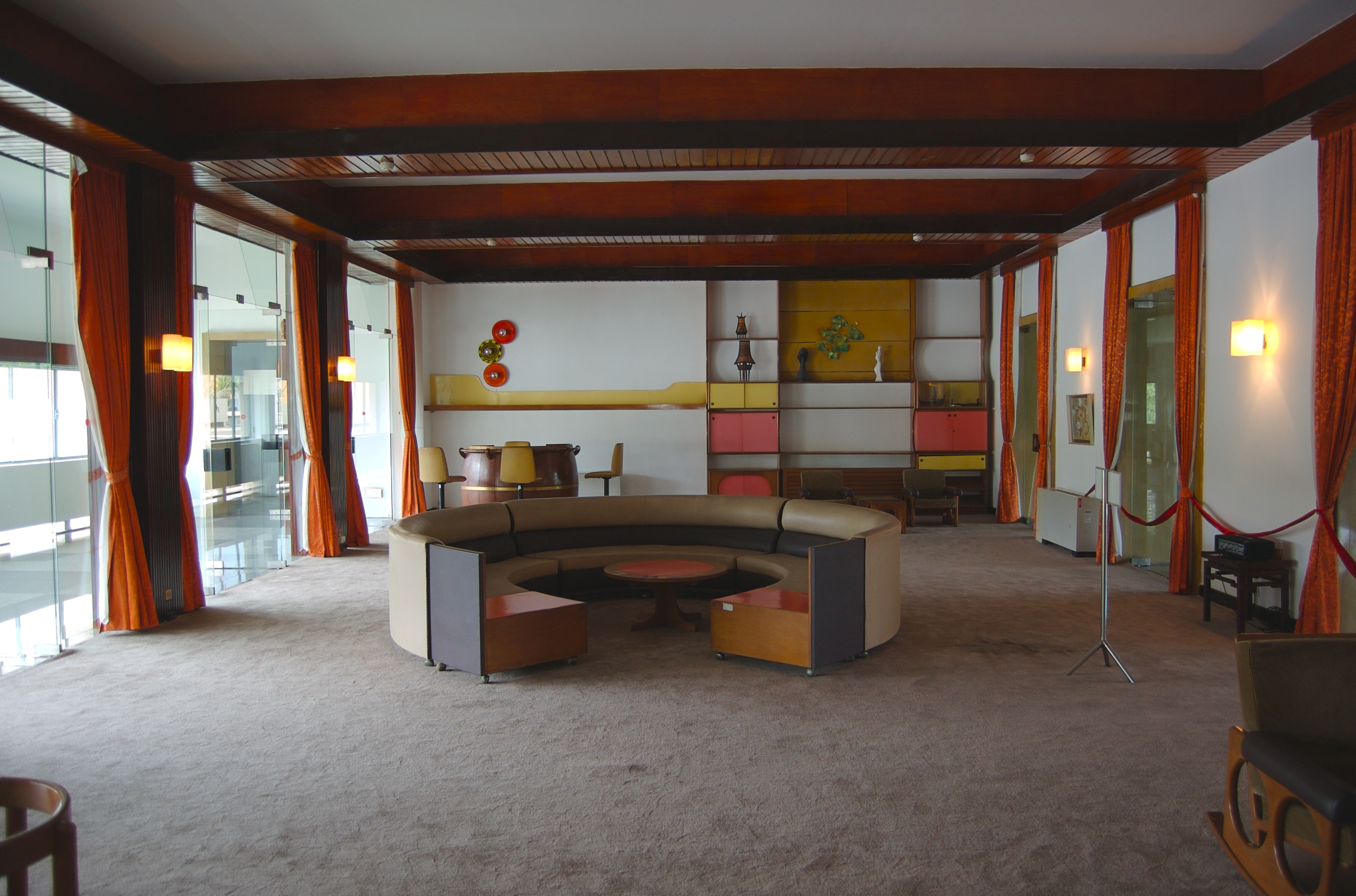
Phòng giải trí ở lầu 3.
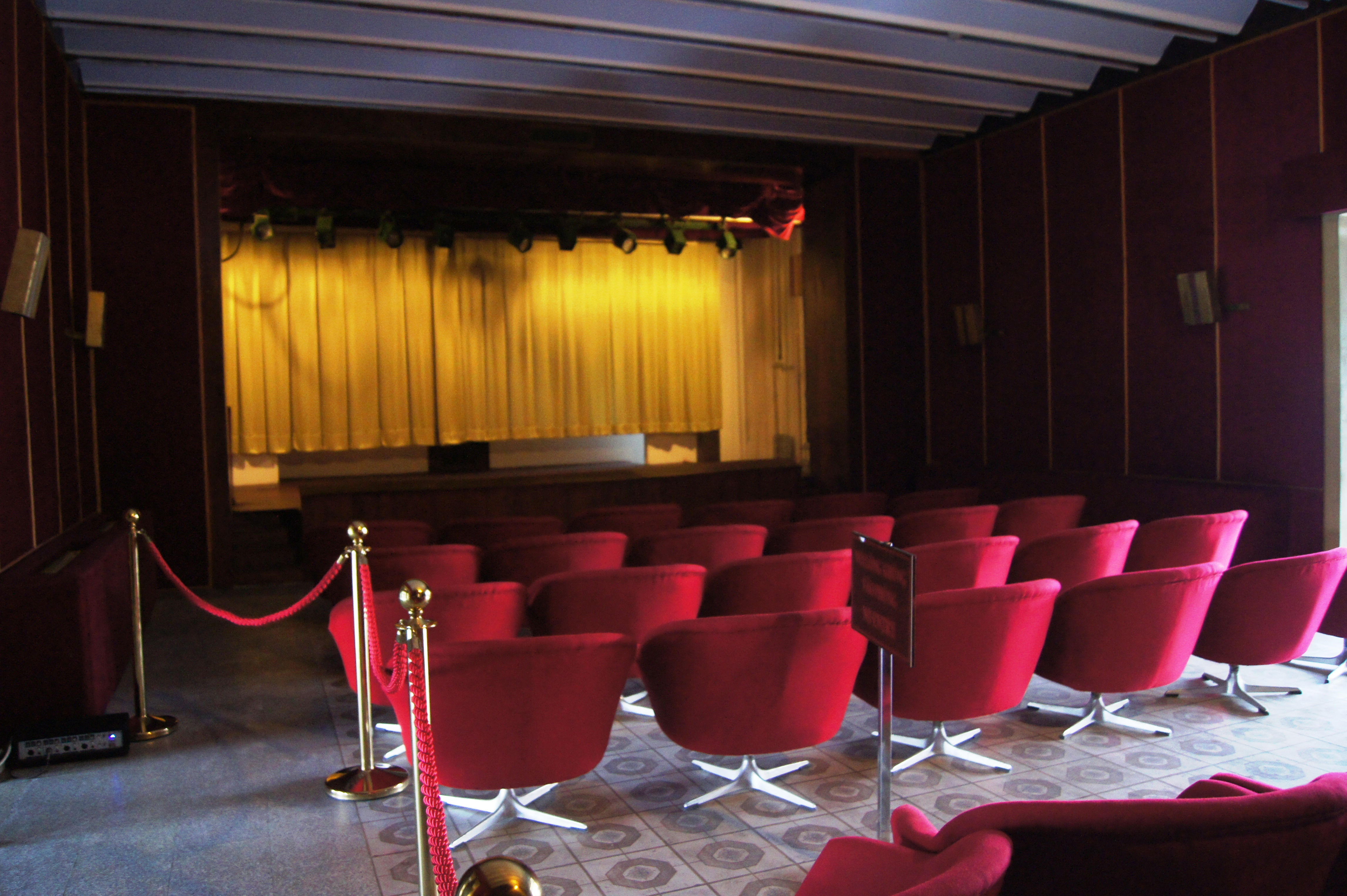
Phòng chiếu phim ở lầu 3.
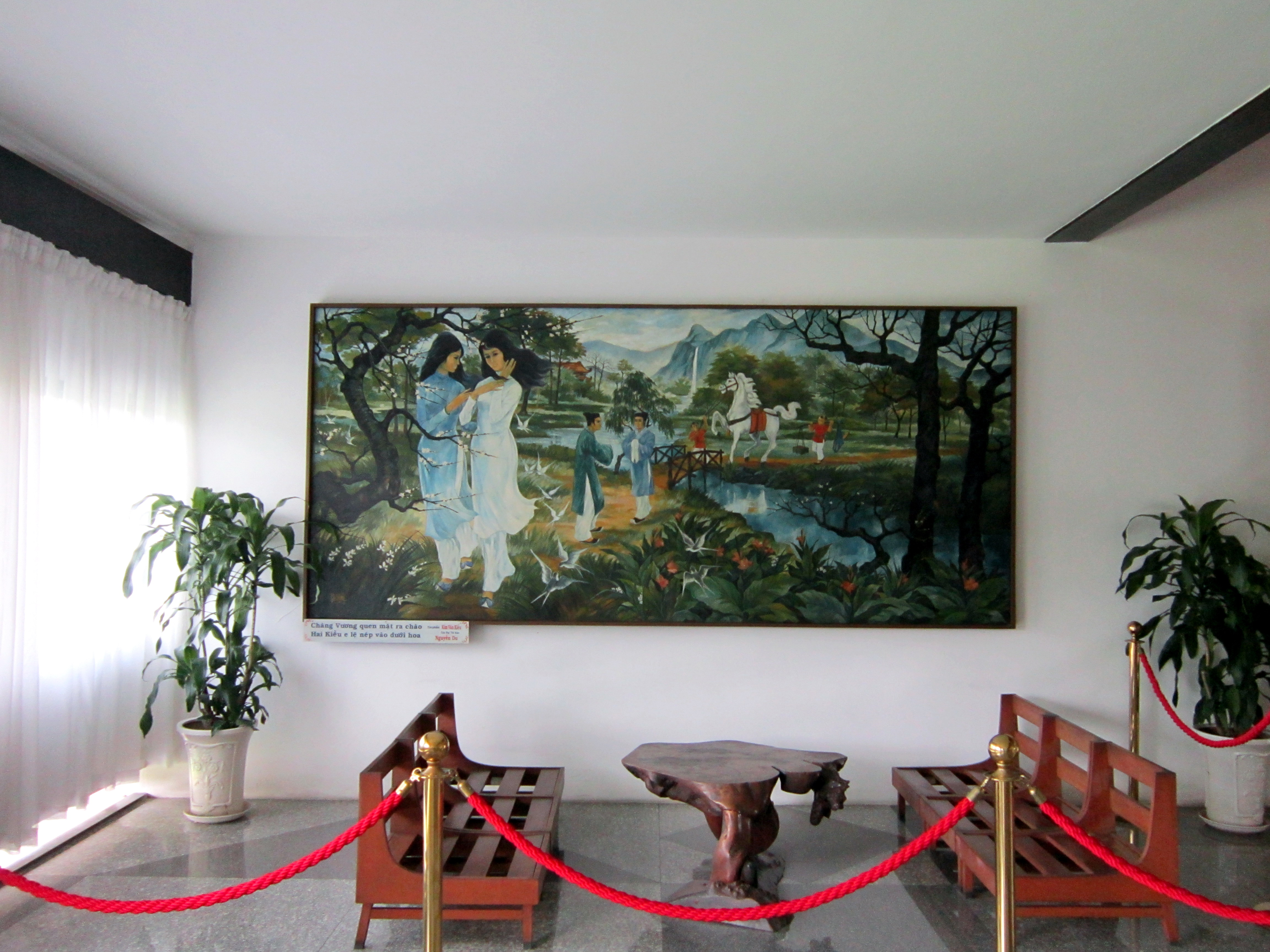
Tranh miêu tả cảnh chị em Thúy Kiều gặp Kim Trọng trong ngày Tết Thanh minh của họa sĩ Lê Chánh, treo ở lầu 3.
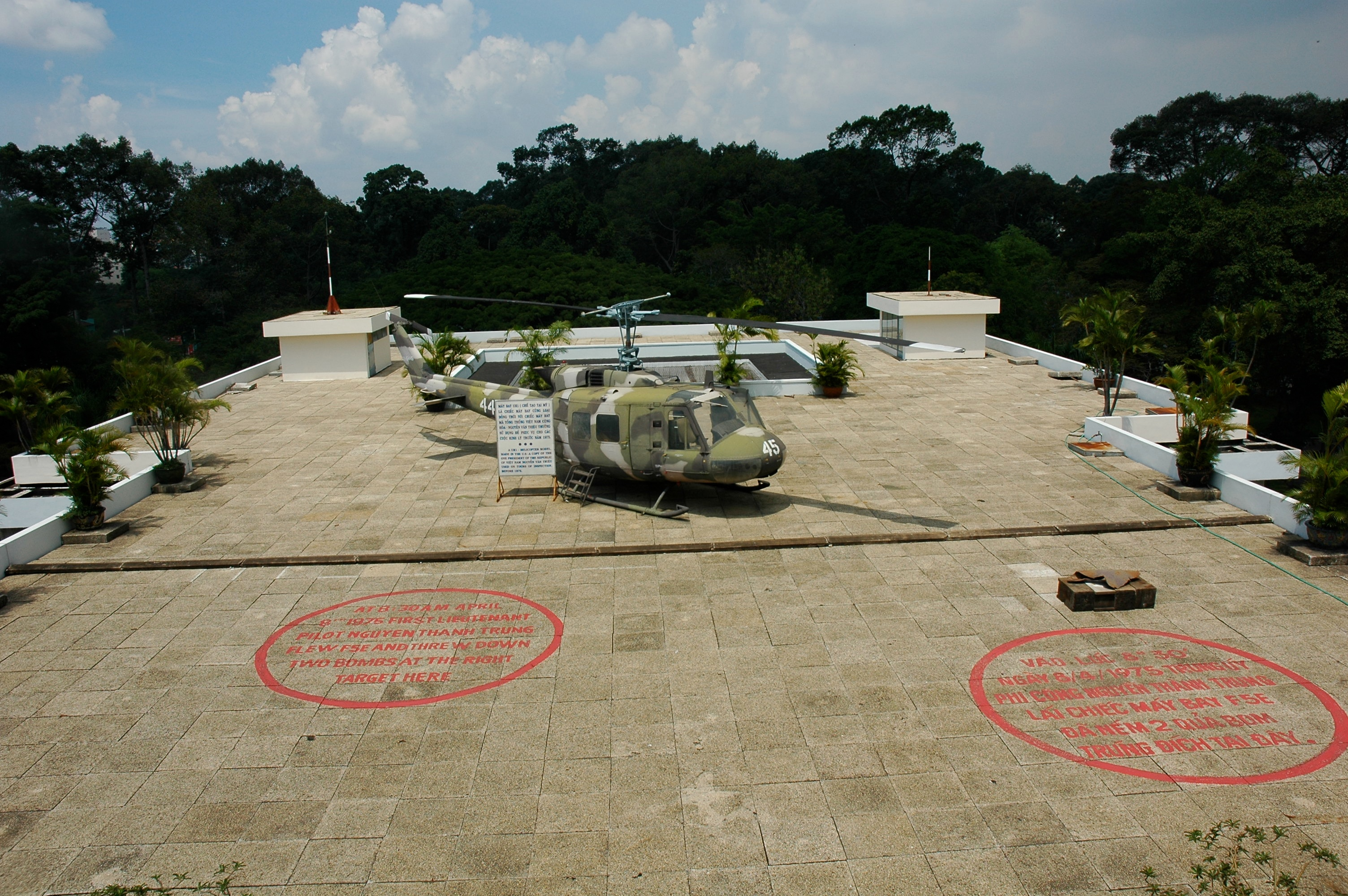
Vị trí hai quả bom mà phi công Nguyễn Thành Trung ném phát nổ, bên cạnh là chiếc UH-1 của tổng thống Nguyễn Văn Thiệu
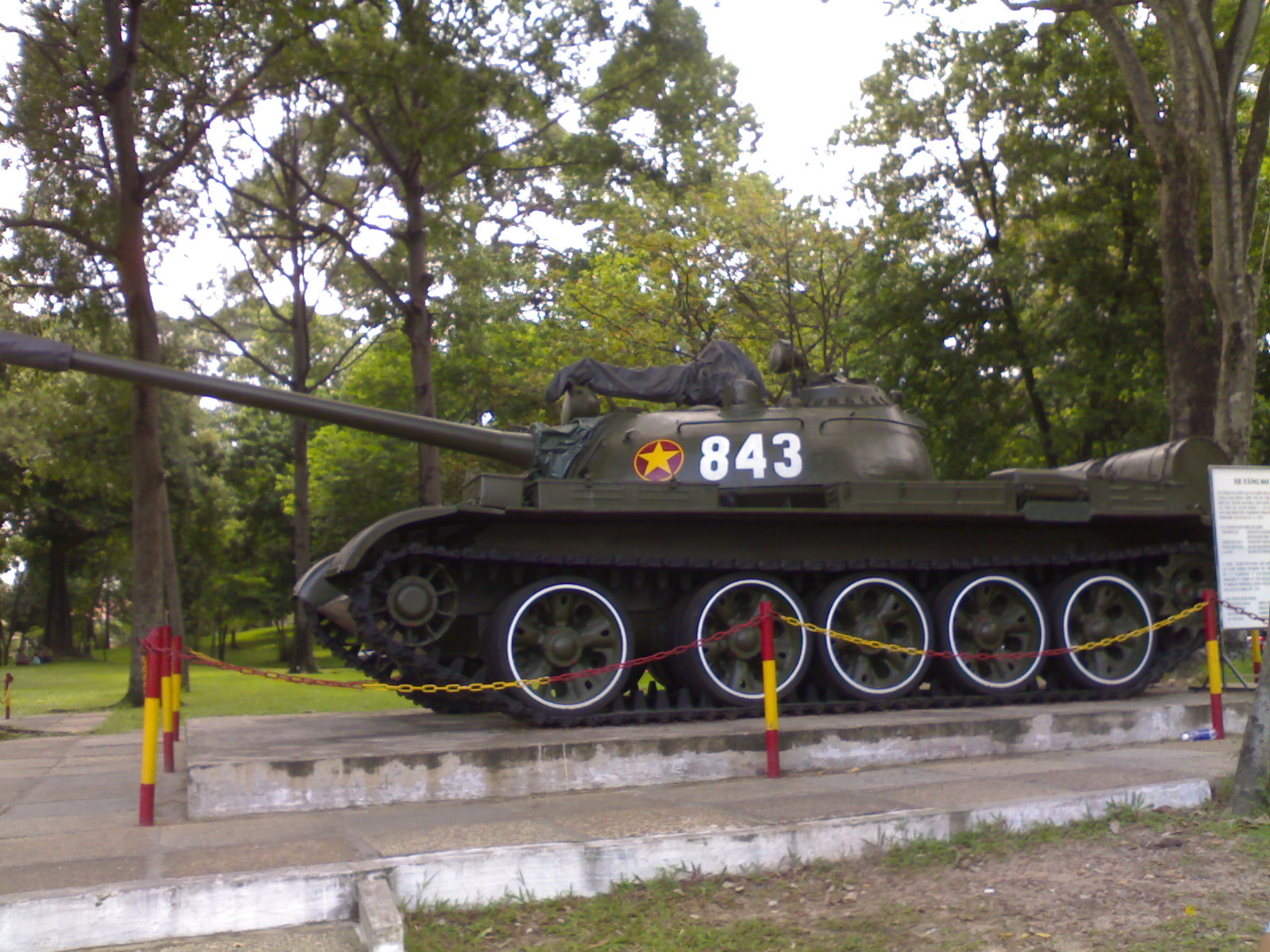
Một phiên bản đồng dạng đồng thời với Xe tăng 843 nay đang được trưng bày tại Hội trường Thống Nhất (Dinh Độc Lập cũ). Xe tăng 843 "gốc" hiện được lưu giữ tại Bảo tàng Lịch sử Quân sự Việt Nam